# Pissodes strobi
Pissodes strobi là một loài mọt ngũ cốc hàng đầu tấn công thông trắng, được mô tả năm 1817 bởi W. D. Peck, esq., giáo sư lịch sử tự nhiên và thực vật, đại học Harvard. Loài mạt này có màu nâu tối với các chấm trắng.
Chúng đẻ trứng vào bên trong cây, thường là thông trắng, Sitka spruce, white spruce, Engelmann spruce, và các loài thông hoặc vân sam khác, con ấu trùng ăn cây chủ cho đến khi cây chủ bị giết chết.